# Vaut mieux en rire que s'en foutre
Vaut mieux en rire que s'en foutre est le premier album de Didier Super, sorti en 2004.
Les paroles sont fortement humoristiques, souvent très crues mais à prendre au second degré. La musique est très basique : synthétiseur bas de gamme, avec rajout d'une guitare acoustique pour les prestations live.
Il a été réédité en 2005 avec un mixage différent (rajoutant des éléments technos). L'ordre des pistes est différent. En bonus figurent trois morceaux avec le mixage original, et un morceau inédit.
En 2007 sort Vaut mieux en rire que s'en foutre 2. Ce sont les mêmes morceaux mais avec une instrumentation complètement différente, à savoir un orchestre symphonique. Après le titre de chaque chanson figure la mention (version pour les vieux).

## Titres
| 1.  | Arrête de te la péter             |  |
| 2.  | Y'en a marre des pauvres          |  |
| 3.  | Petit caniche, peluche pour vieux |  |
| 4.  | Et ben t'es con                   |  |
| 5.  | Dis-moi Didier Super              |  |
| 6.  | Majorettes                        |  |
| 7.  | Rêve d'un monde                   |  |
| 8.  | Y'en a des biens                  |  |
| 9.  | On va tous crever                 |  |
| 10. | Toute la musique que j'aime       |  |

| 1.  | Y'en a marre des pauvres                     |  |
| 2.  | Petit caniche, peluche pour vieux            |  |
| 3.  | Rêve d'un monde                              |  |
| 4.  | On va tous crever                            |  |
| 5.  | Dis-moi Didier                               |  |
| 6.  | Arrête de te la péter                        |  |
| 7.  | Le club des catholiques                      |  |
| 8.  | Ben t'es con                                 |  |
| 9.  | Y'en a des biens                             |  |
| 10. | Majorette                                    |  |
| 11. | He ben t'es con (demo version)               |  |
| 12. | Y'en a des biens (demo version)              |  |
| 13. | Arrête de t'la péter (demo version)          |  |
| 14. | Je veux être une star (bonus réédition 2005) |  |

| 1.  | Petit caniche, peluche pour vieux (version pour les vieux) |  |
| 2.  | Le club des catholiques (version pour les vieux)           |  |
| 3.  | Y'en a des biens (version pour les vieux)                  |  |
| 4.  | Y'en a marre des pauvres (version pour les vieux)          |  |
| 5.  | Arrête de te la péter (version pour les vieux)             |  |
| 6.  | Rêve d'un monde (version pour les vieux)                   |  |
| 7.  | Je veux être une star (version pour les vieux)             |  |
| 8.  | Ben t'es con (version pour les vieux)                      |  |
| 9.  | On va tous crever (version pour les vieux cons)            |  |
| 10. | Dis-moi Didier (version pour les vieux)                    |  |
| 11. | Majorette (version pour les vieux)                         |  |